# Adolf Perdisch

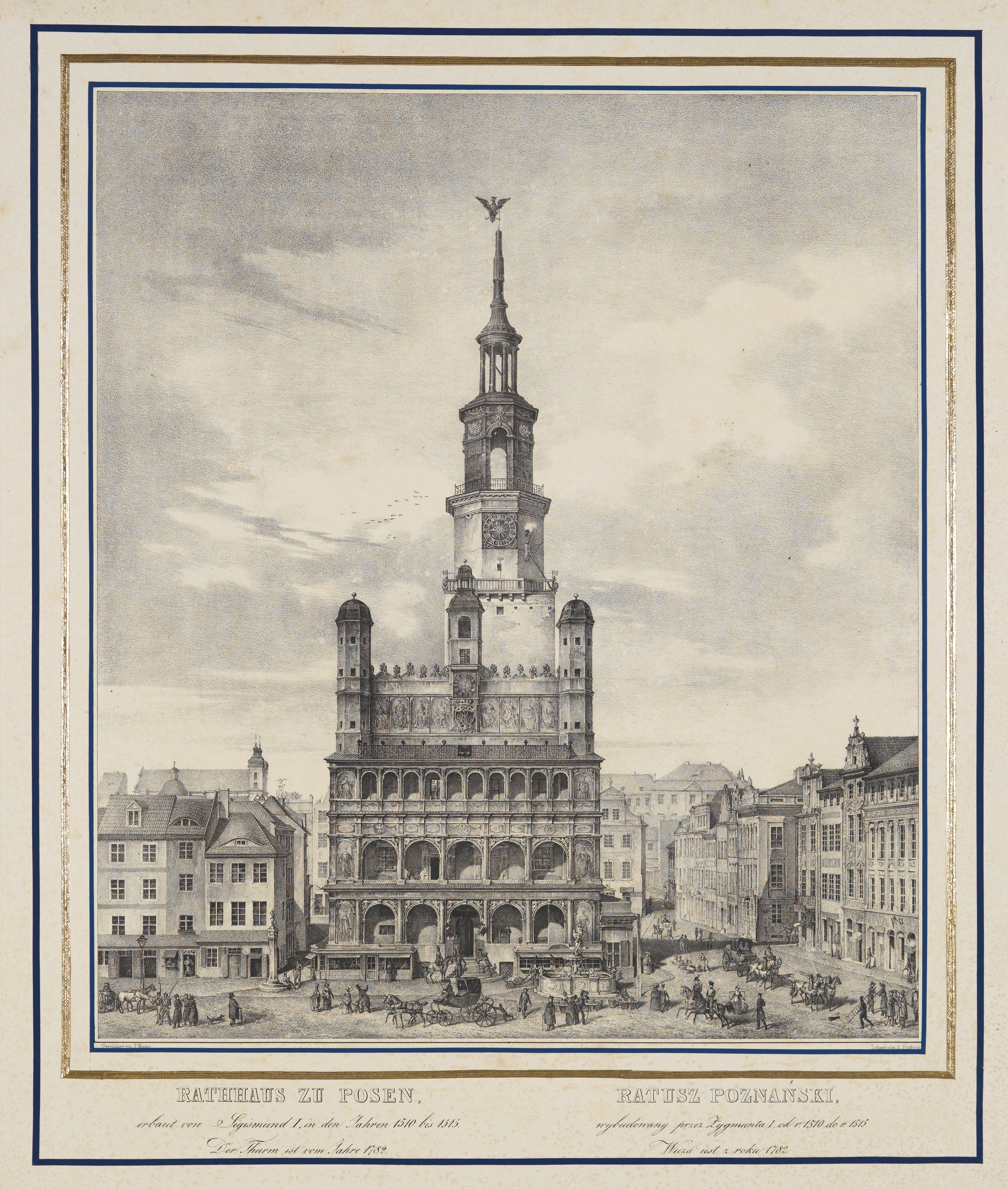
Ratusz w Poznaniu. Litografia Juliusza Fretera z 1832, według rysunku Perdischa

Adolf Perdisch (ur. 1806 w Poznaniu) – niemiecki malarz i litograf.

## Życiorys
Był synem Leona, nauczyciela rysunku w Gimnazjum św. Marii Magdaleny w Poznaniu. Zdobył solidne przygotowanie artystyczne, ucząc się w berlińskiej pracowni Franza Krügera. Odbył też podróż artystyczną do Włoch, gdzie uzupełnił swoje wykształcenie. Wystawiał w Berlinie w latach 1824, 1832, 1838, 1839, 1840 i 1842 oraz w Poznaniu w latach 1837, 1839, 1841 i 1845. Malował głównie sceny rodzajowe (np. chłopów wielkopolskich), wojskowe i historyczne. Interpretował tematy z Jerozolimy wyzwolonej autorstwa Torquato Tassa. Tworzył też litografie. Zachował się po nim m.in. obraz z 1846 przedstawiający Włoszki na tle italianizującego krajobrazu. Inne jego zachowane dzieła to: Rabin i jego żona (67 x 54,5 cm) oraz Pocieszanie rannych (1839, 67 x 53 cm). Marceli Motty, który nazywał go Perdiksem, napisał o nim: siedział w Berlinie i pędzlował olejnymi farbami co się zmieściło [...] ale się nie dopędzlował ani sławy, ani majątku. 